# عائلة سليم
عائلة سليم هي عائلة تونسية تنتمي إلى كبار وجهاء مدينة تونس. يرجع أصل العائلة إلى الجنرال سليم، الذي تم شراؤه في سوق الرق وبيع كمملوك لتاجر من جربة والذي أهداه بدوره لباي تونس في بداية القرن التاسع عشر. هذا الأخير اتبع مسارا عسكريا وسياسيا متميزا تحت عهود أحمد باي الأول ومحمد باي ومحمد الصادق باي في النصف الثاني من القرن التاسع عشر.
في نهاية القرن التاسع عشر وبداية القرن العشرين، أصبح لدى العائلة مسؤولين هامين في الإدارة الوطنية. في السنوات 1930، نشط عضوين من العائلة في صفوف الحزب الحر الدستوري الجديد وكلفوا بمهام مشرفة: المنجي سليم عند نهاية الحكم الحسيني وفي العهد الجمهوري، والطيب سليم في عهد الجمهورية.

## الشخصيات
- الجنرال سليم (؟ - 1882): قائد-والي ووزير الحرب.
- الهادي سليم: قائد-والي.
- الهادي سليم: رجل أعمال.
- محمود سليم: قائد-والي.
- محسن سليم: قائد-والي.
- المنجي سليم (1908 - 1969): ناشط وسفير ووزير.
- صالح سليم: قائد-والي.
- الطيب سليم (1914 - 1993): ناشط وسفير ووزير.

## ببليوغرافيا
- محمد العزيز بن عاشور (1989). Catégories de la société tunisoise dans la deuxième moitié du XIXe siècle : les élites musulmanes [فئات مجتمع مدينة تونس في النصف الثاني من القرن التاسع عشر: النخب الإسلامية] (بالفرنسية). تونس العاصمة: وزارة الشؤون الثقافية. {{استشهاد بكتاب}}: تحقق من التاريخ في: |سنة= (help)